# 민주농민당
민주농민당(民主農民黨)은 1981년에 근로자와 농민의 지위 개선, 도시와 농촌 간의 균형발전을 목적으로 창당된 후 당의 명칭을 근로농민당(勤勞農民黨)으로 바꾸었고 1985년에 해산된 대한민국의 정당이다.